# 大英雄
『大英雄』（だいえいゆう、原題：射鵰英雄傳之東成西就）は、1993年の香港映画。
ウォン・カーウァイが監督した『楽園の瑕』の製作が遅々として進まず、集めた豪華キャストたちの出番も見えない状況に陥ってしまった。そのため、間に合わせで作った作品が本作である。製作サイドも出演者たちも完全に力を抜いて作っており、登場人物以外は原作の『射鵰英雄伝』とはなんの関係もない。その徹底した脱力ぶりが話題になったコメディ映画。日本では劇場未公開でビデオ・DVDのみ。

## ストーリー
西毒の謀反で国を追われた金輪国の第三王女は、伝説の九陰真経を求め、東邪とともに旅に出る。強い執着心から二人を追う妹弟子をさらに付け狙う北丐は、途中で西毒と出会い、強引に旅の道連れにする。一方、仙人になるために運命の恋人を探す南帝も、旅に出た先で東邪たちと出会う。伝説の達人たちの若き日の大騒動を描く。

## キャスト
- 南帝／段智興 - レオン・カーフェイ
- 西毒／欧陽鋒 - トニー・レオン
- 東邪／黄薬師 - レスリー・チャン
- 北丐／洪七公 - ジャッキー・チュン
- 第三王女 - ブリジット・リン
- 東邪の妹弟子 - ジョイ・ウォン
- 占い師 - マギー・チャン
- 周伯通 - カリーナ・ラウ
- 王妃 - ヴェロニカ・イップ
- 王重陽 - ケニー・ビー

## スタッフ
- 原作：金庸『射鵰英雄伝』
- 監督：ジェフ・ラウ
- 製作総指揮：ウォン・カーウァイ
- 製作：ジェフ・ラウ
- 脚本：ジェフ・ラウ
- 演出：サモ・ハン・キンポー（武術指導）
- 音楽：ジェームズ・ウォン